# Брюханов, Дмитрий Афанасьевич
Дмитрий Афанасьевич Брюханов (20 октября 1915, Шумиха, Оренбургская губерния — 12 февраля 1992, Московская область) — художник-график, иллюстратор, член Союза художников СССР, заслуженный художник РСФСР (1965), первый председатель магаданского отделения Союза художников РСФСР.

## Биография
Дмитрий Брюханов родился 20 октября 1915 года на станции Шумиха Каменной волости Челябинского уезда Оренбургской губернии, ныне город, административный центр Шумихинского муниципального округа Курганской области. Отец, Афанасий Николаевич Брюханов, был служащим страхового общества, мать, Прасковья Федоровна, учительницей народной школы.
Когда ему было восемь лет, его семья переехала в Новосибирск. В школе одаренность мальчика в области рисования заметил учитель Яков Сафонов, выпускник Петербургской академии художеств. Под руководством Сафонова Дмитрий Брюханов еще до окончания школы стал заниматься в художественной студии Пролеткульта на графическом отделении. Работы юного художника экспонировались на выставках Новосибирского отделения Пролеткульта.
После окончания школы, в 1931 году, поступил на вечернее отделение Сибирского планового института. Одновременно работал художником Новосибирского Краевого Дома искусств («Крайдиск»). Летом 1932 года с агитбригадой Крайдиска совершил поездку по Оби, в ходе неё художник сделал множество этюдов и набросков, которые потом использовал в дальнейшей работе. В агитбригаде оформлял стенгазету «Крокодил на путине», готовил декорации спектаклей и даже выступал в них в качестве актера.

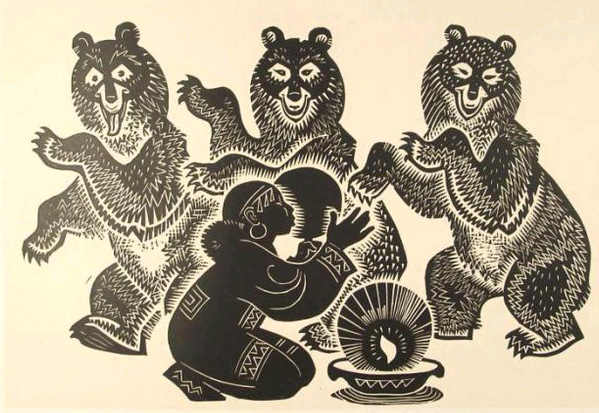
Линогравюра Д. А. Брюханова «Танцующие медведи»

С 1933 года Дмитрий Брюханов стал художником в редакции молодёжной газеты «Большевистская смена».Также рисунки и карикатуры его работы появлялись на страницах журнала «Сибирские огни», газет «Советская Сибирь» и «Сельская правда».
Был арестован по ложному обвинению и осужден на 10 лет лагерей. 15 июня 1937 года прибыл в Магадан на пароходе «Кулу». После освобождения в сентябре 1948 года, работал в нескольких районных геологоразведочных управлениях Дальстроя, а потом вернулся к работе художника. Реабилитирован.
В 1956 году издается книга «Сказки народов Северо-Востока» с его иллюстрациями, которая становится началом работы в области книжной иллюстрации. С 1958 года становится кандидатом в члены Союза художников РСФСР. Совершает поездку в Дом творчества Союза художников, где знакомится с видным мастером отечественной книжной иллюстрации Владимиром Фаворским, а также его учениками Гурием Захаровым и Илларионом Голицыным, изучает их творческий метод. В конце 1950-х художник изучает технику линогравюры, и она вскоре занимает одно из ведущих мест в его творчестве.

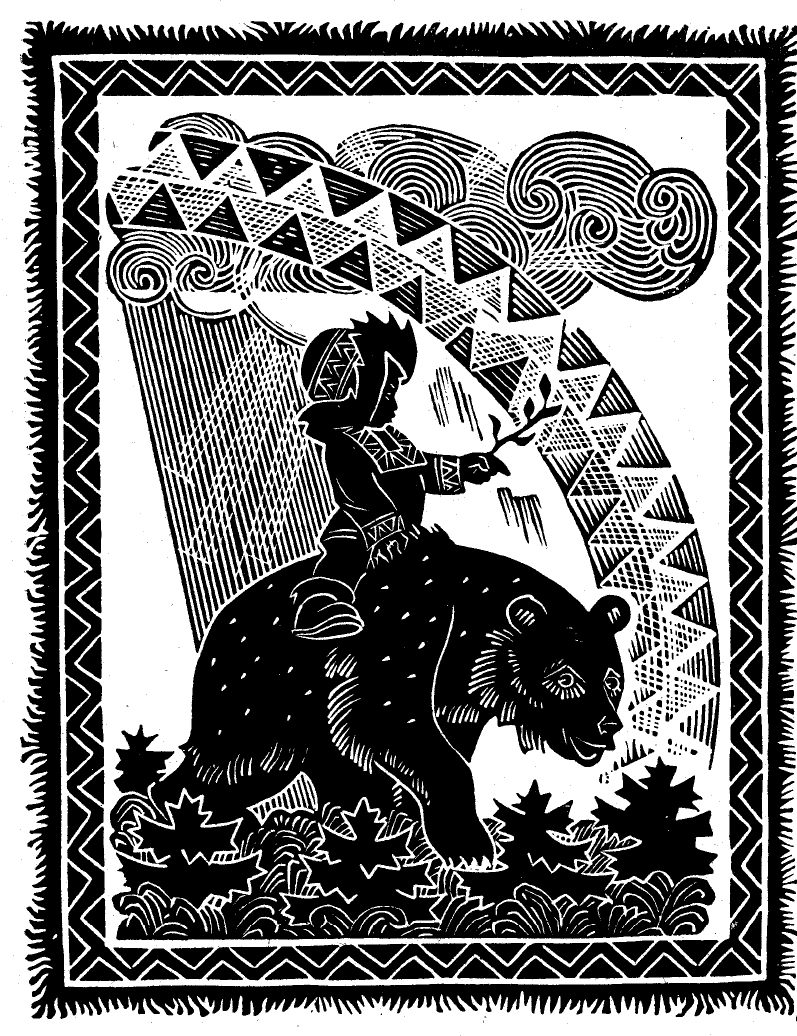
Иллюстрация к книге «Эскимосские сказки и легенды»

 В 1960 году вместе со скульпторами Михаилом Ракитиным и Ким Ин Хо первыми из художников Магадана стал членами Союза художников СССР. Вскоре число магаданских художников и народных художников чукотского косторезного промысла, вошедших в Союз художников, достигло необходимого предела в десять человек, и в Магадане стало возможным создать отделение Союза. Оно возникло после учредительного собрания 27 апреля 1962 года. Первым председателем магаданского отделения Союза художников стал Д. Брюханов.
Был делегатом Третьего съезда художников СССР (1968), председателем областного художественного совета, членом художественных советов Магаданского книжного издательства и Магаданских художественно-производственных мастерских Художественного фонда РСФСР, являлся постоянным членом выставочных комитетов зональных и областных выставок.
Его работы публиковались в магаданском литературно-художественном альманахе «На Севере Дальнем». В 1960 году работами Д. Брюханова и М. М. Ракитина магаданские художники впервые были представлены на выставке «Советская Россия» в Москве.
В 1965 году ему присвоено звание заслуженного художника РСФСР. Его работы хранятся в ряде российских музеев. С 1976 года жил в Подмосковье.
Дмитрий Афанасьевич Брюханов умер 12 февраля 1992 года в Московской области.

## Творчество

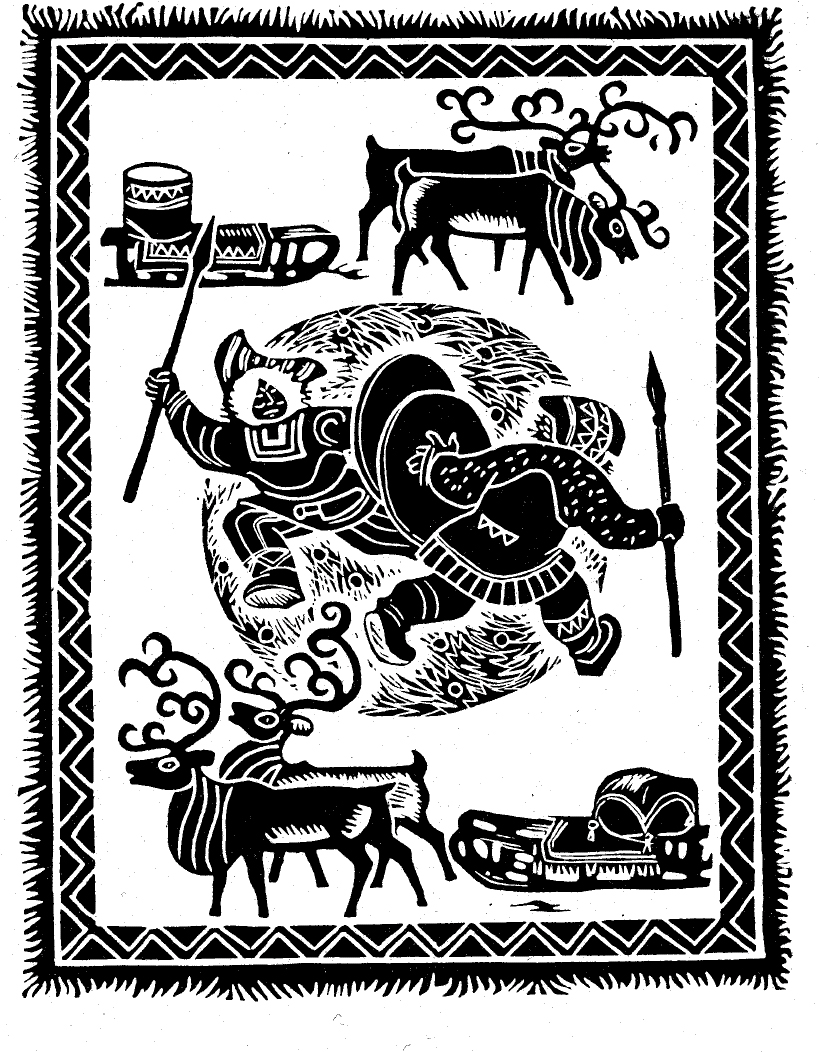
Иллюстрация к книге «Эскимосские сказки и легенды»

С самых первых творческих шагов Дмитрия Брюханова привлекали сказочные и фантастические мотивы. Это нашло отражение в его активной работе в книжной графике, особенно при создании иллюстраций к сказкам. Искусствовед В. И. Кандыба в очерке истории изобразительного искусства Магаданской области пишет: «Основные достижения художника связаны с книжной графикой. Линогравюра, черная тушь, гуашь — вот техника его работ. Четкий отбор — только необходимое и ничего лишнего, аскетическая контрастность черного и белого — его излюбленный изобразительный прием. Первым в Магадане условность изображения он сделал приемлемой нормой». Освоение техники линогравюры, а также линогравюры с подцветкой акварелью повлияло и на композиционные приемы Дмитрия Брюханова, определив характерный облик его творчества.
Одна из ранних работ Д. Брюханова в области книжной графики — книга «Сказки народов Северо-Востока» (Магадан: Магаданское книжное издательство, 1956) — была представлена на Международной выставке книги 1957 года в Лейпциге, где получила диплом выставки. Затем последовали книги «Северные сказки о животных» (1957), «Эскимосские сказки» (1958), «Эвенский фольклор» (1958), «Сказки чаучу» (1959) и другие. Во многих работах отражены мотивы фольклора народов северо-востока России: чукчей, якутов, эвенов, эскимосов. Помимо фольклорных произведений он иллюстрировал также книги авторские сказки (Одоевского, Погорельского, Андерсена, Пушкина, Перро, А. Толстого, Дж. Харриса) и другие литературные произведения.

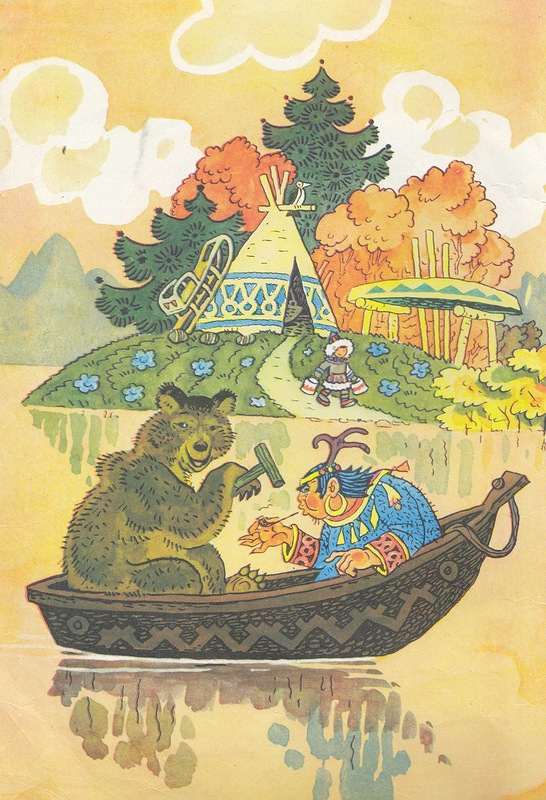
Иллюстрация к книге Лии Ясинской «Девочка-Луна»

Художник активно участвовал в подготовке изданий на чукотском и эвенском языках. С иллюстрациями Дмитрия Брюханова был издан роман-автобиография Юрия Рытхэу «Время таяния снегов» — первый роман на чукотском языке. Также Дмитрий Брюханов иллюстрировал другие книги Рытхэу, как на языке оригинала, так и в русском переводе. Дмитрием Брюхановым также оформлены книга чукотского поэта Виктора Кельгута «Моя Чукотка» (1958), поэта Тынэтэгина «Сказки чаучу» (1959, 1982), «Лымнылтэ эйгыскыкин» («Чукотские сказки», 1963), переводы на чукотский язык произведений А. Толстого «Золотой ключик, или Приключения Буратино» (1959), В. Маяковского «Что такое хорошо и что такое плохо» (1980), мансийского писателя Ювана Шесталова «Синий ветер каслания» (1970). Среди книг на эвенском языке Дмитрием Брюхановым иллюстрирована книга основоположника эвенской литературы Николая Тарабукина «Моя жизнь» (1959, 1982).
Знакомство с культурами народов Севера отразилось не только в образах, которые появлялись в работах Дмитрия Брюханова, но также и в методах его творчества. Изучая традиционную чукотскую резьбу и гравировку по моржовому клыку (т. н. чукотская резная кость), художник отметил характерные приемы чукотских мастеров и потом сам применил их. Среди таких приемов: построение из отдельных фрагментов общей повествовательной композиции, перспектива по принципу «что дальше, то выше», круговая композиция, замедленный, но внутренне напряженный ритм рисунка. Эти приемы художник впервые использовал во втором варианте иллюстраций к автобиографическому роману Рытхэу (1960).

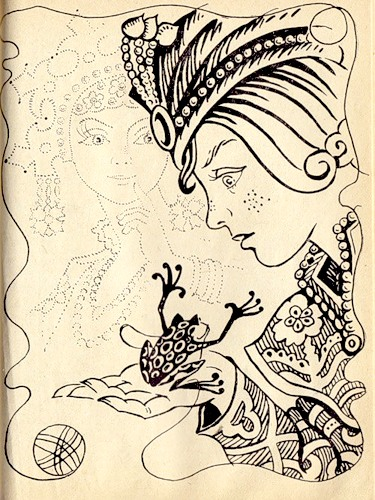
Иллюстрация к книге «Русские народные сказки»

В то же время, работая над изданием русский народных сказок на чукотском языке (1961), художник использует характерные приемы русского искусства, включая орнамент из народного костюма. А в шрифтовом оформлении использует элементы древнерусской вязи.
Иллюстрированные им книги выходили в областных издательствах (Магадан, Ростов-на-Дону), а также в столичных («Малыш»). Всего художник оформил более 60 книг, многие из которых неоднократно переиздавались.
Помимо книжной графики работал в других видах изобразительного искусства. В конце 1950-х — начале 1960-х художник по заказу Магаданского областного краеведческого музея создал серию графических рисунков, посвященных истории Чукотки. В станковой графике ему принадлежат работы «Охота на моржей», «Сборщицы кореньев», «Шаман», «Северный танец», «Бегущие олени», «Северное сияние», «Чукотская сказка» и другие.
Также художник создал ряд эскизов для резьбы по моржовому клыку на фольклорные сюжеты. Они были одобрены мастерами Уэленской косторезной мастерской имени Вукола, и знаменитый резчик Туккай на их основе создал серию скульптур.

## Участие в выставках[2][4]
- Магаданские областные художественные выставки с 1956 по 1970 год.
- Зональные выставки «Советский Дальний Восток» (Хабаровск, 1964; Владивосток, 1967; Улан-Удэ, 1969), «Советский Юг» (Орджоникидзе, 1974).
- Республиканские выставки «Советская Россия» (1960, 1965, 1967, 1970, 1975).
- Выставка эстампа Изогиза (1963)
- Всесоюзная выставка книжной графики. Москва (1957)
- Всесоюзная художественная выставка (1961, 1970)
- Выставка достижений народного хозяйства СССР (1960)
- Выставка иллюстраций к советской детской книге (Румыния, Чехословакия, ФРГ, 1968)
- Международная выставка «Экспо-70», Осака (1970)
- Лейпцигская книжная ярмарка (1969)

## Награды[4]
- Заслуженный художник РСФСР, 1965 год
- Юбилейная медаль «За доблестный труд. В ознаменование 100-летия со дня рождения Владимира Ильича Ленина», 1970 год[12]
- Серебряная медаль Выставки достижений народного хозяйства за оформления книги Юрия Рытхэу «Время таяния снегов», 1961 год.
- Диплом Лейпцигской книжной ярмарки за иллюстрации к книге «Сказки народов Северо-Востока», 1969 год.
- Диплом Всероссийского конкурса Министерства культуры РСФСР на 25 книг, лучших по художественному оформлению, дважды: 1960 год, 1961 год.
- Диплом Всероссийского конкурса искусства книги, дважды: 1970 год, 1974 год.

## Галерея

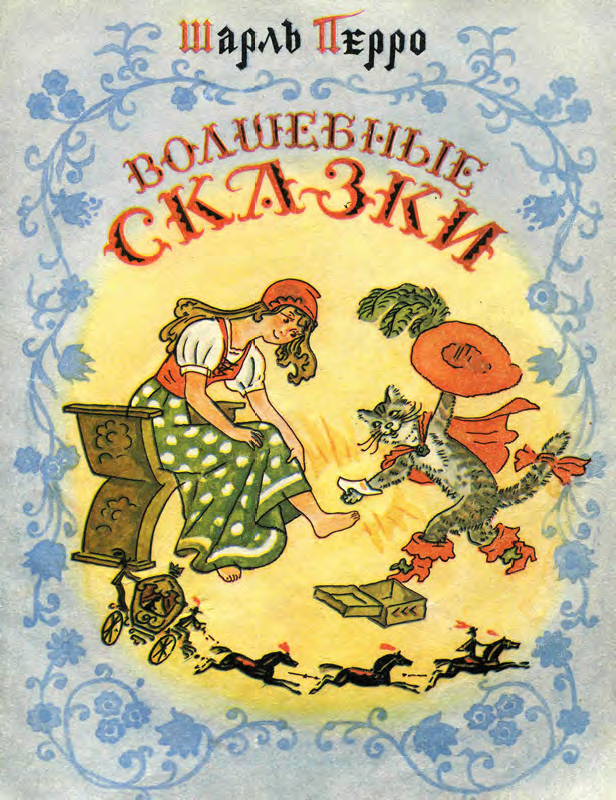
Обложка книги сказок Шарля Перро
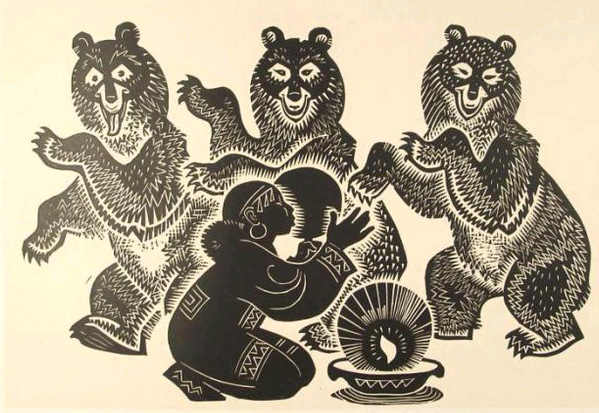
Танцующие медведи. Линогравюра
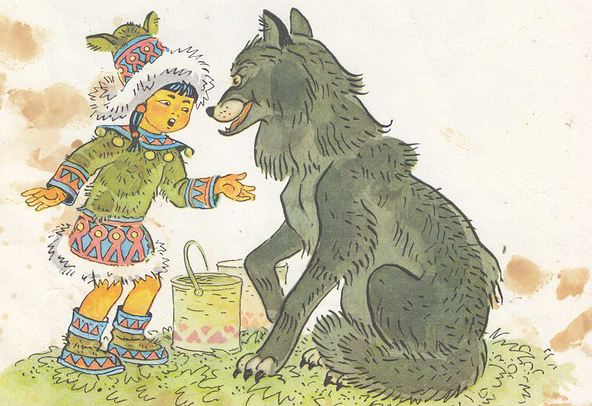
Иллюстрация к книге «Девочка-Луна»
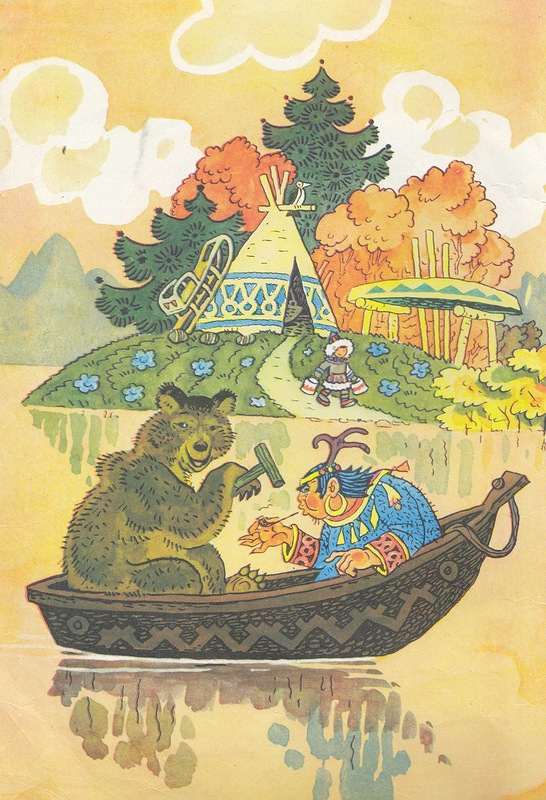
Иллюстрация к книге «Девочка-Луна»
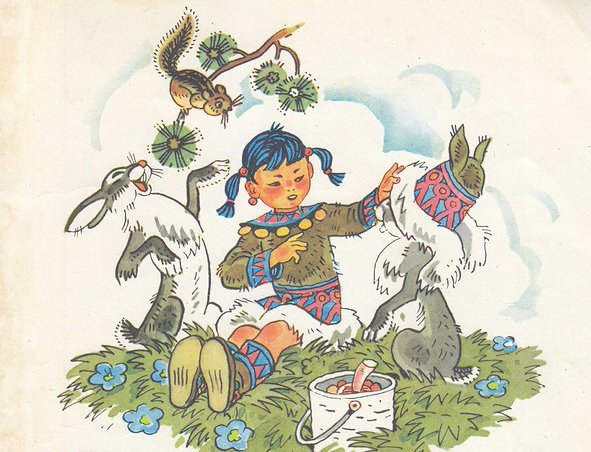
Иллюстрация к книге «Девочка-Луна»
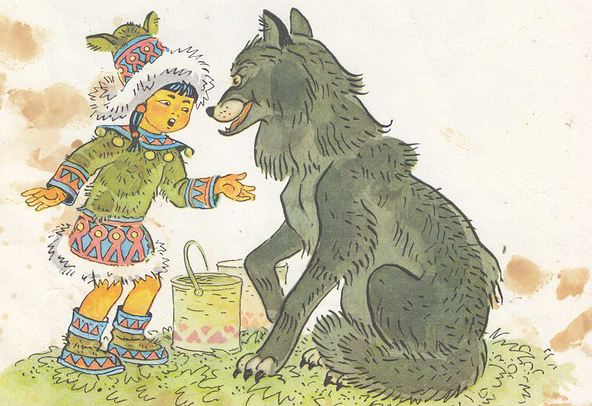
Иллюстрация к книге «Девочка-Луна»
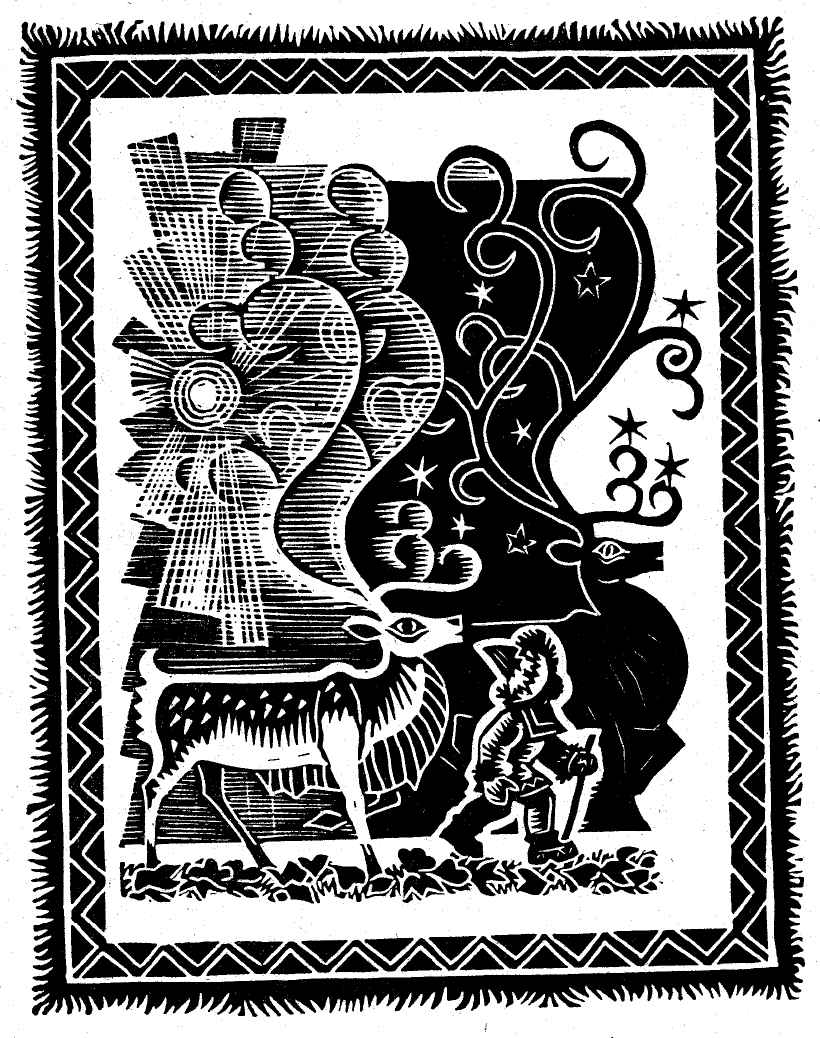
Иллюстрация к книге «Эскимосские сказки и легенды»
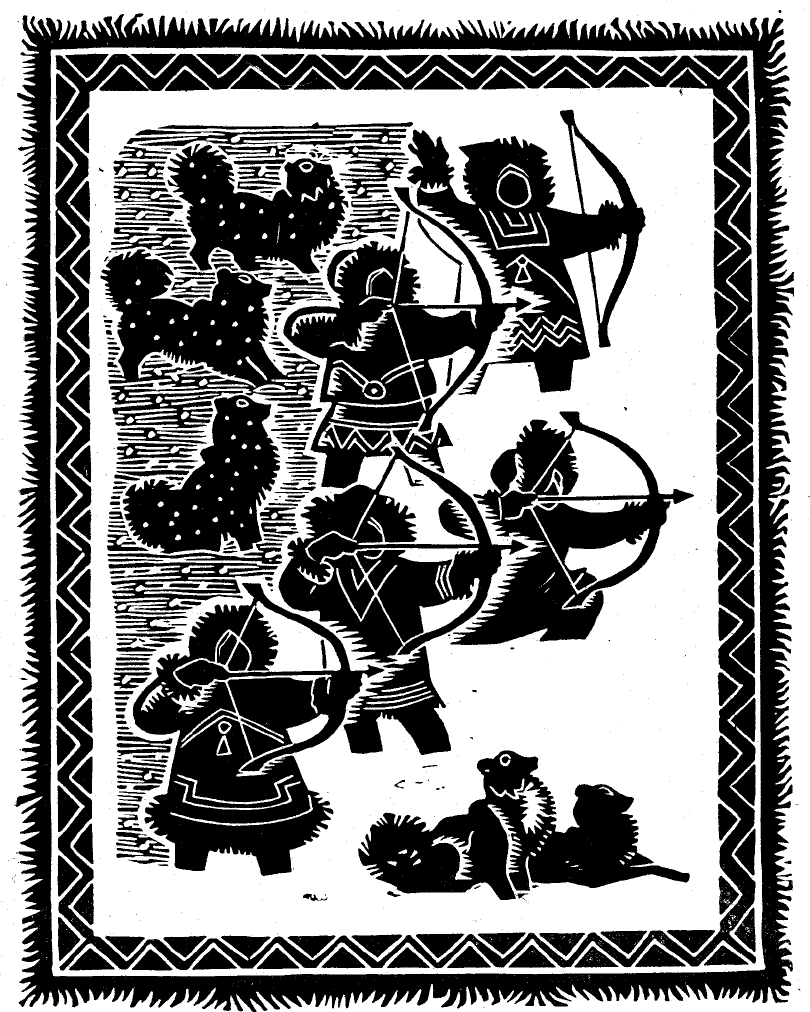
Иллюстрация к книге «Эскимосские сказки и легенды»
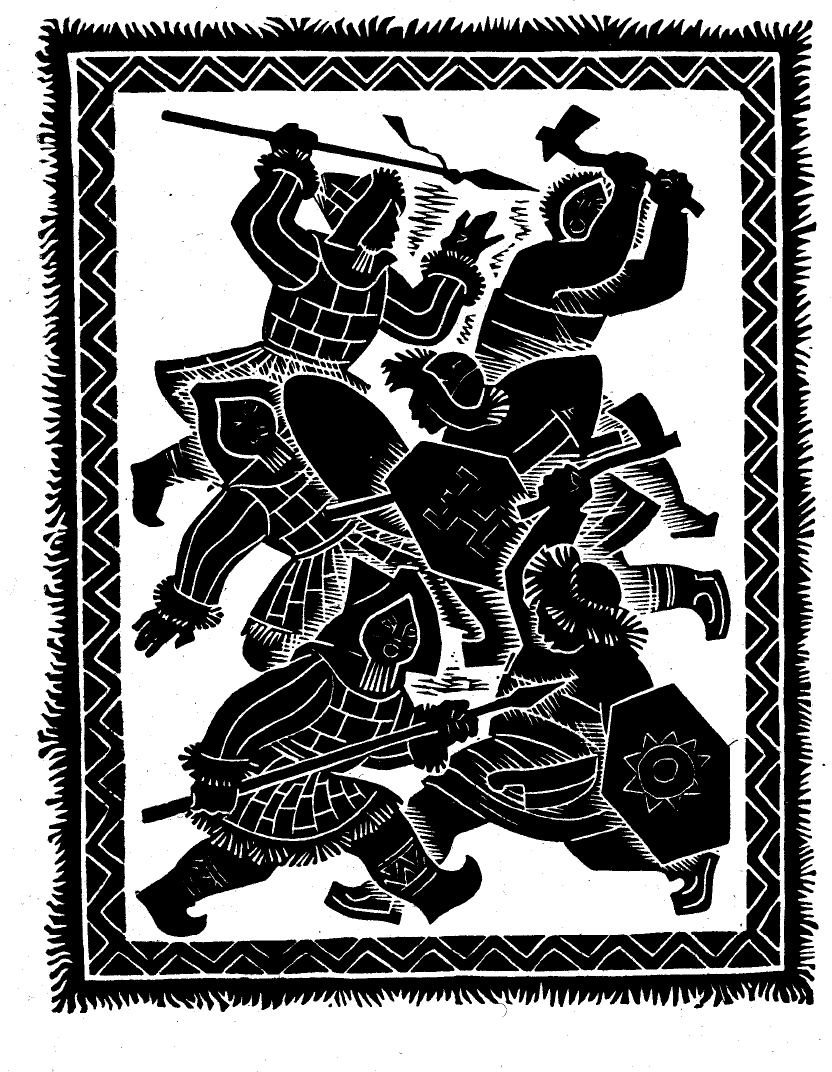
Иллюстрация к книге «Эскимосские сказки и легенды»
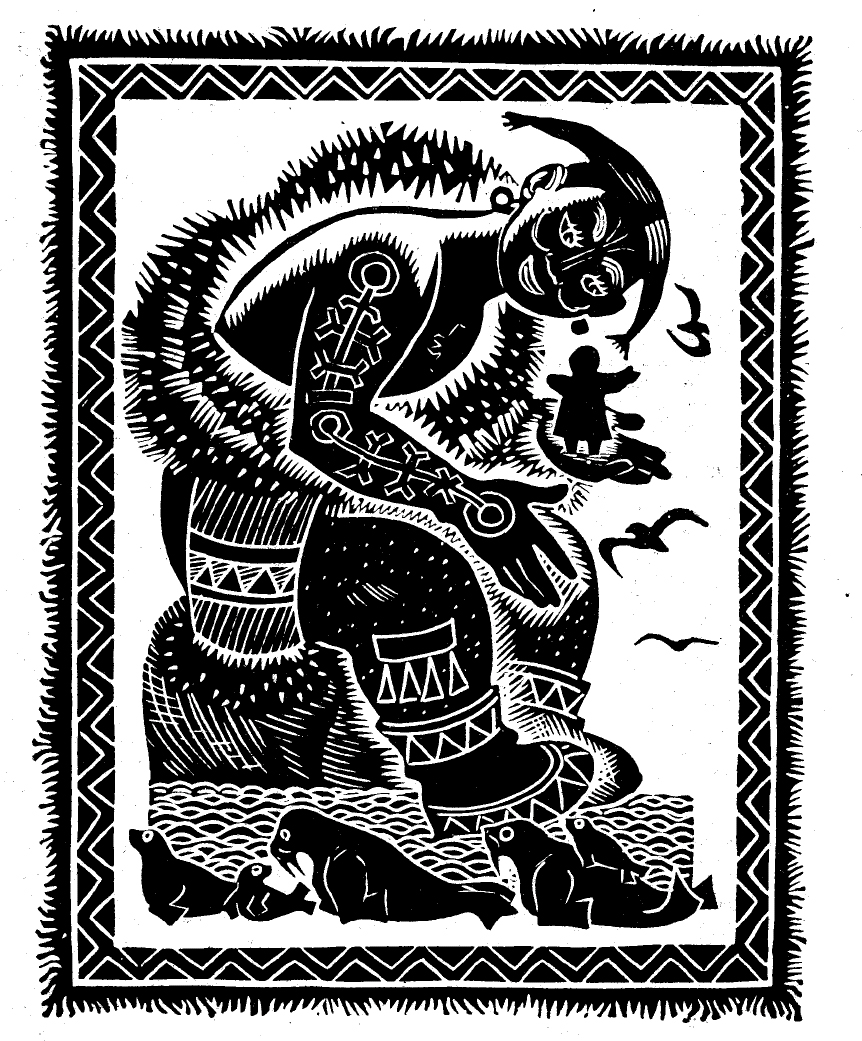
Иллюстрация к книге «Эскимосские сказки и легенды»
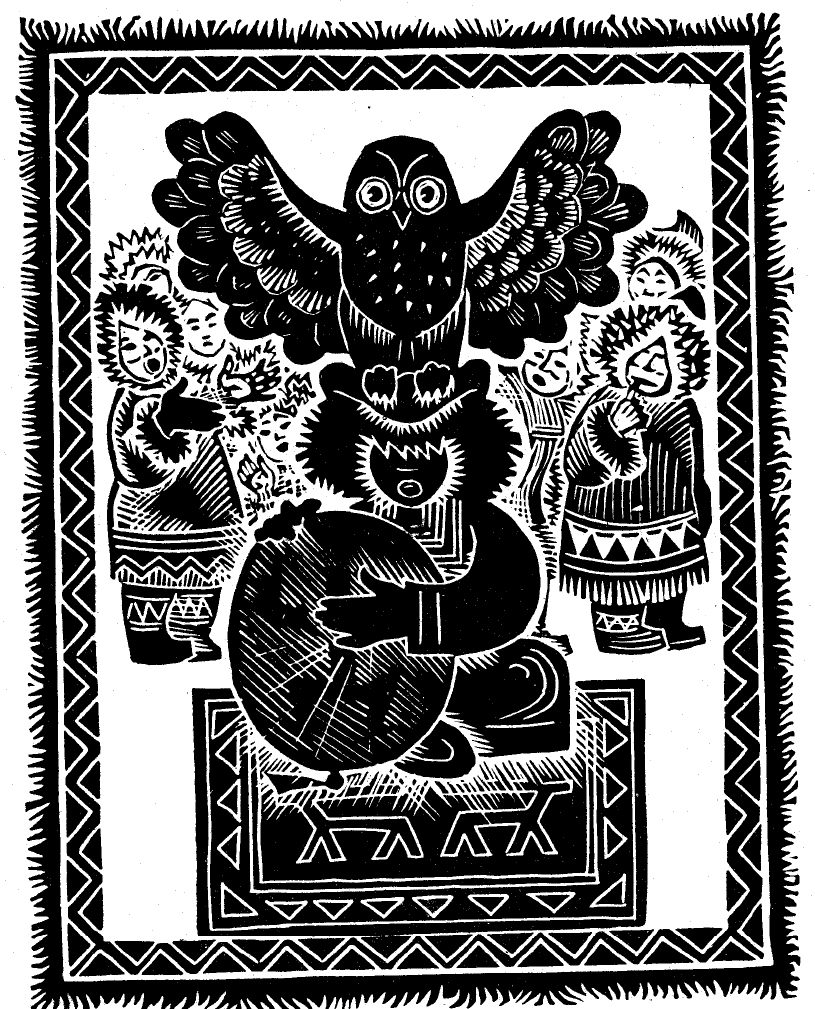
Иллюстрация к книге «Эскимосские сказки и легенды»
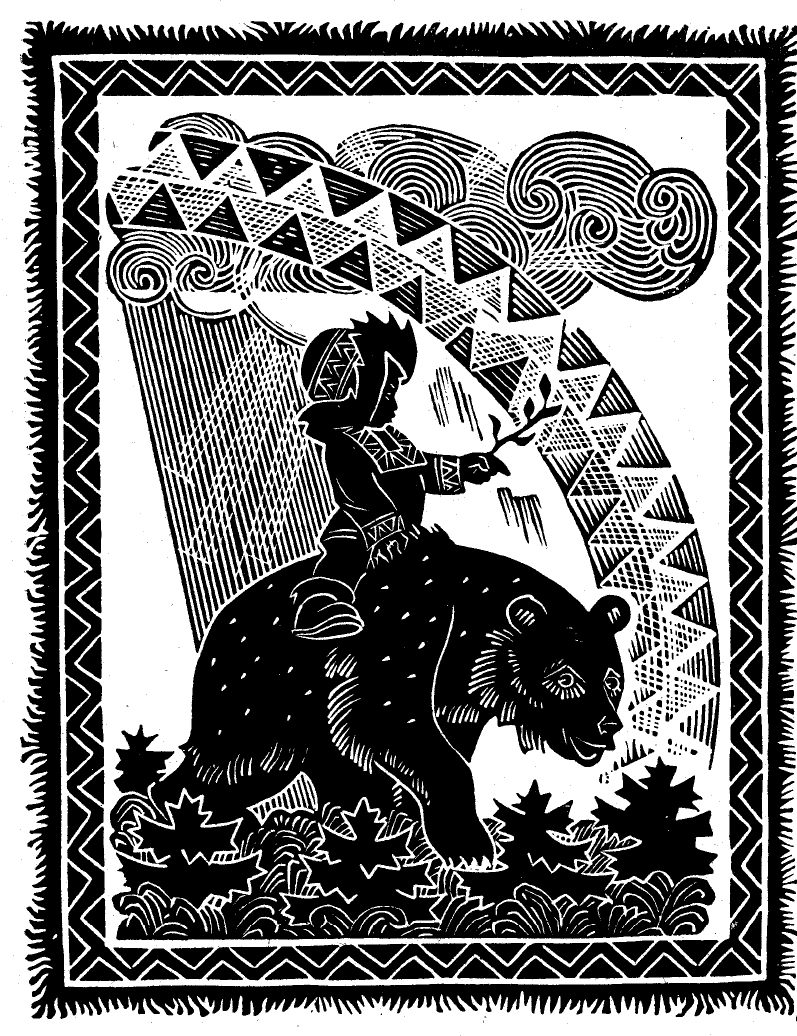
Иллюстрация к книге «Эскимосские сказки и легенды»
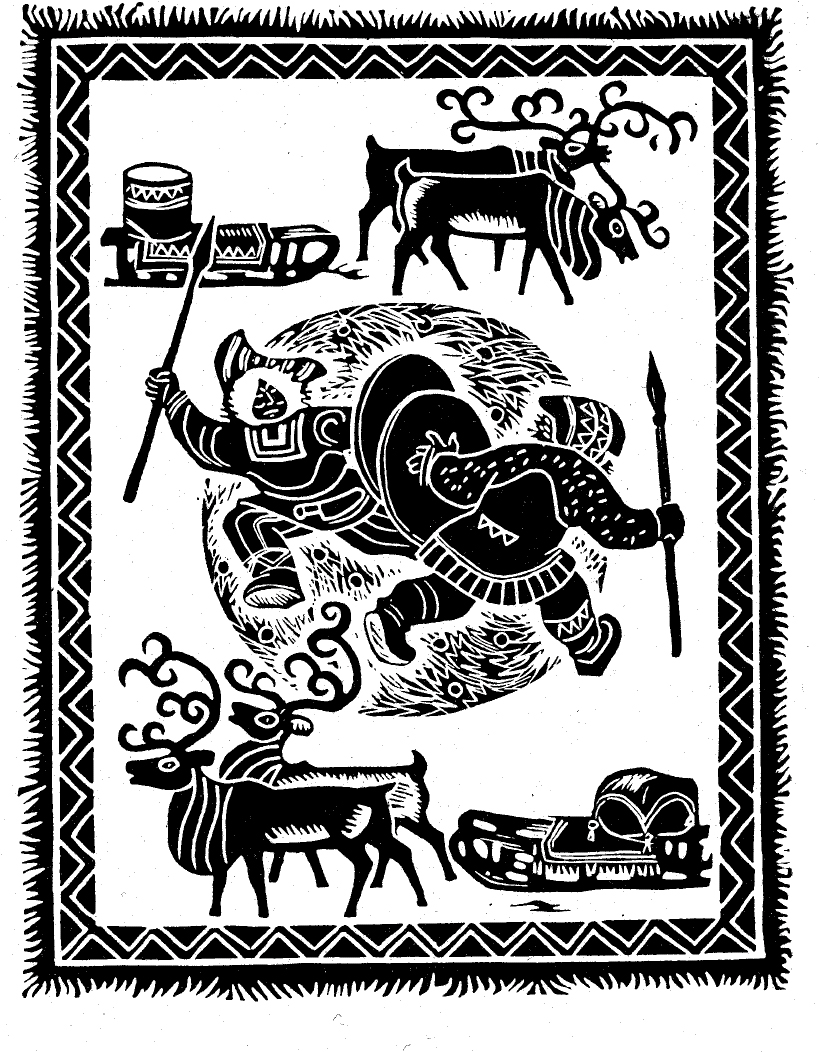
Иллюстрация к книге «Эскимосские сказки и легенды»
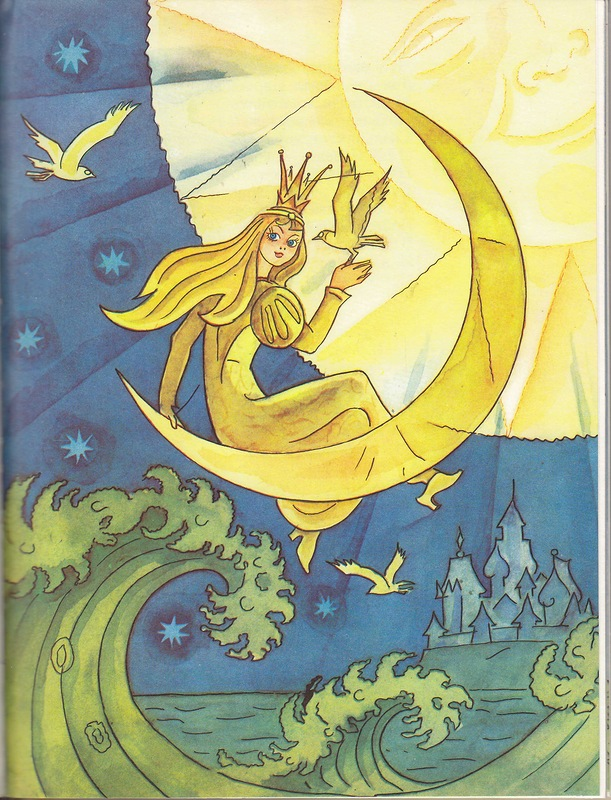
Иллюстрация к книге П. Ершова «Конек-Горбунок»
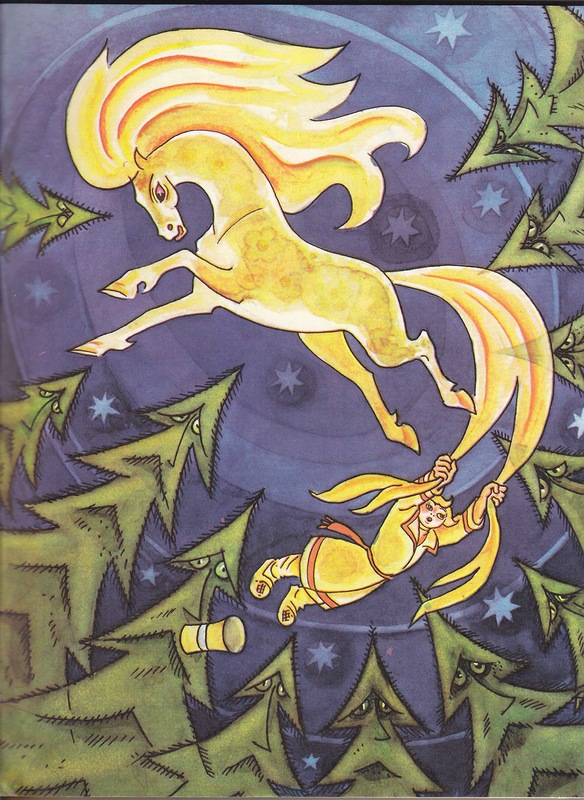
Иллюстрация к книге П. Ершова  «Конек-Горбунок»
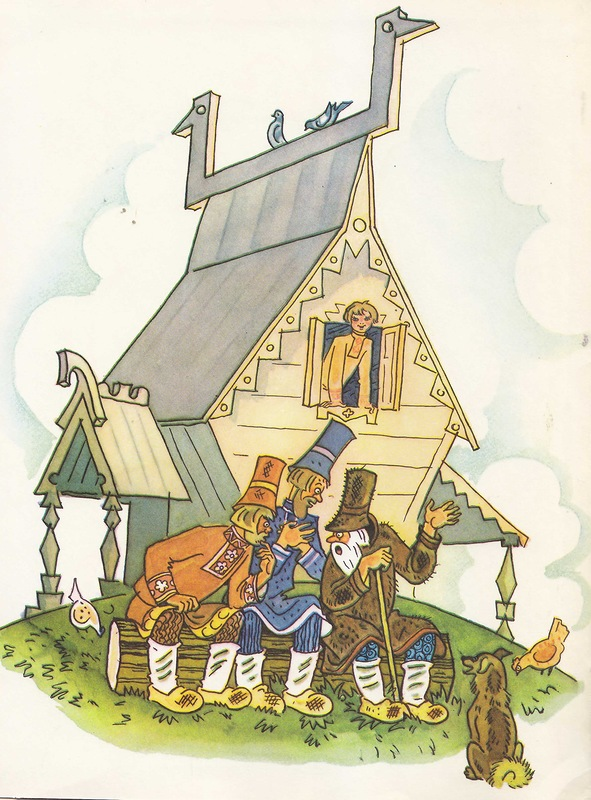
Иллюстрация к сказке П. Ершова  «Конек-Горбунок»
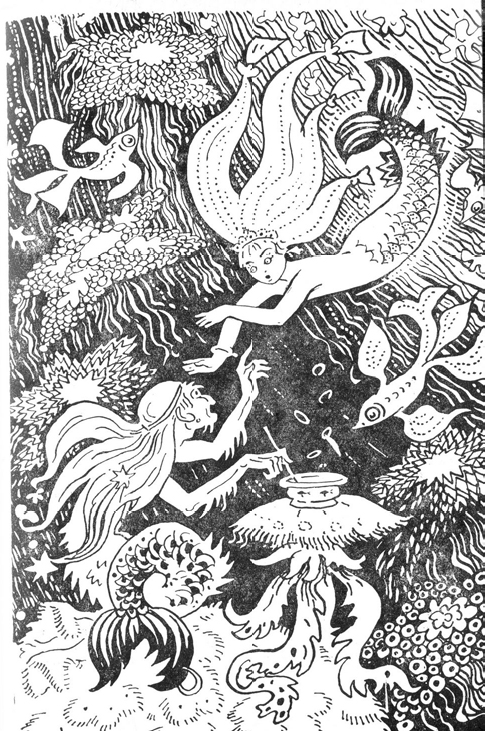
Иллюстрация к сказке Г.Х. Андерсена «Русалочка»
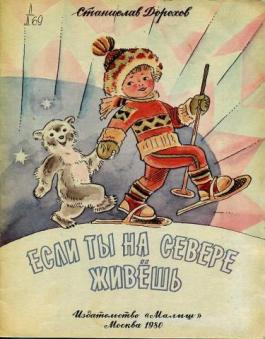
Обложка книги С. Дорохова «Если ты на севере живешь»

## Некоторые работы в книжной иллюстрации
- Аматуни, П. Г. Путешествие в Аэроград. — Ростов н/Д.: Кн. издательство, 1973. — 150 с. — 50 000 экз.
- Андерсен, Г. Х. Сказки / Пер. с дат. А.В. Ганзен. — Ростов н/Д.: Кн. издательство, 1979. — 159 с. — 320 000 экз.
- Гость из космоса. — М.: Миллиорк, 2013. — 204 с. — (Антология фантастики).
- Григорович, Д. В. Гуттаперчевый мальчик. — Ростов н/Д.: Кн. издательство, 1980. — 64 с. — 500 000 экз.
- Дорохов, С. И. Если ты на Севере живёшь: Стихи. — М.: Малыш, 1980. — 24 с. — 150 000 экз.
- Дорохов, С. И. Наша дружная семья: Стихи. — Магадан: Кн. издательство, 1986. — 14 с. — 50 000 экз.
- Ершов, П. П. Конёк-горбунок. - Ростов-на-Дону : Ростовское книжное издательство, 1976.
- Книжка полная веселья. — Магадан: Кн. издательство, 1972. — 31 с. — 100 000 экз.
- Магдеев, М. С. Почему Луна ходит?. — М.: Малыш, 1981. — 24 с. — 100 000 экз.
- Меновщиков, Г. А. Путешествие ворона Кутха по северным странам: По мотивам ительменских, корякских, чукотских и эскимосских сказок. — Магадан: Кн. издательство, 1985. — 89 с. — 40 000 экз.
- Меновщиков, Г. А. Эскимосские сказки и легенды. — 2-е доп. изд.. — Магадан: Кн. издательство, 1969. — 240 с. — 15 000 экз.
- Мизийски, Н. И. Разгаданные тайны / Пер. с болг. Н. Ереминой и Н. Скребова. — Ростов н/Д.: Рост. кн. изд-во, 1985. — 191 с. — 50 000 экз.
- Обручев, В. А. Земля Санникова / Вступ. ст. Г.И. Гуревича. — Ростов н/Д.: Кн. изд-во, 1987. — 284 с. — (Шк. б-ка). — 100 000 экз.
- Остапенко, Г. Г. День будет солнечным: Главы из неоконченного романа. Очерки. — Магадан: Кн. издательство, 1971. — 168 с. — 15 000 экз.
- Пушкин, А. С. Руслан и Людмила. Сказки. — Ростов н/Д.: Кн. издательство, 1982. — 159 с. — 200 000 экз.
- Пушкин, А. С. Руслан и Людмила. — М.: РОСМЭН-ПРЕСС, 2015. — 5000 экз. — ISBN 978-5-353-07473-1.
- Русские народные сказки. - Ростов-на-Дону : Ростовское книжное издательство. 1978.
- Рытхэу, Ю. С. Медвежий компот / Авториз. пер. с чукот. Г. Семенова. — М.: Малыш, 1965. — 26 с. — 100 000 экз.
- Рытхэу, Ю. С. Медвежий компот / Авториз. пер. с чукот. Г. Семенова. — М.: Малыш, 1965. — 28 с. — 100 000 экз.
- Рытхэу, Ю. С. Умкин компот / Авториз. пер. с чукот. Г. Семенова. — Магадан: Кн. издательство, 1970. — 24 с. — 50 000 экз.
- Рытхэу, Ю. С. Время таяния снегов. - Магадан : Магаданское книжное издательство, 1960.
- Санги, В. М. Кыкык. Нивх. сказка. — Магадан: Кн. издательство, 1972. — 14 с. — 100 000 экз.
- Сергеева, К. С. Сказочник Кивагмэ. — 2-е доп. изд.. — Магадан: Кн. издательство, 1968. — 158 с. — 15 000 экз.
- Сказки народов СССР / Сост. и примеч. В.П. Аникина. — Душанбе: Адиб, 1989. — Т. т. 2. — 590 с. — 150 000 экз.
- Суханова, Н. А. Подкидыш. — Ростов н/Д.: Кн. издательство, 1989. — 287 с. — 30 000 экз.
- Суханова, Н. А. Сказка о Юппи. — Ростов н/Д.: Кн. издательство, 1984. — 144 с. — 30 000 экз.
- Таксами, Ч. М. Ленивая Навага: по мотивам нивхских народных сказок. — Магадан: Кн. издательство, 1975. — 15 с. — 50 000 экз.
- Толстой, А. Н. Золотой ключик, или Приключения Буратино. — Магадан: Кн. издательство, 1977. — 95 с. — 100 000 экз.
- Чудо-созвездие: героич. и богатырские, волшебные и фантаст. сказки малых народностей Крайнего Севера, Дальнего Востока и братских республик нашей страны / Сост.  Л. А. Савельева, Л. Н. Стебакова. — Магадан: Кн. издательство, 1974. — 223 с. — 150 000 экз.
- Чукотские народные сказки и предания / Записал, сост. и подгот. Л. В. Беликов; Авт. предисл. А. Кымытваль. — 2-е изд., доп. и перераб.. — Магадан: Кн. издательство, 1979. — 232 с.
- Яковлев, П. Н. Первый ученик. — Ростов н/Д.: Кн. издательство, 1973. — 212 с. — 100 000 экз.
- Яковлев, П. Н. Первый ученик. — Ростов н/Д.: Кн. издательство, 1985. — 222 с. — 100 000 экз.
- Ясинская, Л. Б. Девочка-Луна. — М.: Малыш, 1980. — 14 с. — 300 000 экз.
- Ясинская, Л. Б. Северные сказки. — Магадан: Кн. издательство, 1983. — 34 с. — 50 000 экз.